# Федосова Надія Капітонівна
Надія Капітонівна Федосова (19 квітня 1911, Москва — 14 грудня 2000, Москва) — радянська акторка, заслужена артистка РРФСР (1958).

## Біографія
Надія Федосова народилася 19 квітня 1911 року.
У 1938 році закінчила Театральне училище при Центральному театрі Червоної Армії.
Під час німецько-радянської війни працювала у Другому фронтовому театрі, потім — у Московському обласному драматичному театрі.
У 1946—1966 рр. — акторка Московського театру драми і комедії на Таганці.
У кіно дебютувала в 1961 році, у 50 років, і роль робітниці Потапової у фільмі Володимира Басова «Битва в дорозі» — виявилася помітною.
Заслужена артистка Російської РФСР (1958).
Надія Федосова — характерна акторка, яка втілила на кіноекрані образ російської жінки, яка винесла всі тяготи XX століття. Найкращі її ролі у фільмах «А якщо це любов?», «Жінки», «Мати й мачуха», «Мачуха», «Журналіст», «У твого порога».
Надія Федосова пішла з життя 14 грудня 2000 року. Похована на Донському кладовищі в Москві.

## Фільмографія
- 1961 — А якщо це кохання? — Тетяна Максимівна
- 1961 — Битва в дорозі — Ольга Семенівна Потапова
- 1962 — У твого порога — мати
- 1964 — Викликаємо вогонь на себе — мати Кості
- 1964 — Де ти, Максиме? — сусідка
- 1964 — Мати і мачуха — Єфросинія Смалькова
- 1964 — Світло далекої зірки — Філонова
- 1965 — Друзі і роки — Надія Афанасьєва
- 1966 — Жінки — тітка Груша
- 1966 — Вірність матері — Парасковія Осьмихіна
- 1966 — Невловимі месники — Дар'я
- 1966 — По тонкому льоду — Надія Петрівна
- 1967 — Журналіст — Анікіна
- 1967 — І ніхто інший — Дар'я Василівна
- 1967 — Твій сучасник — Марія Сергіївна
- 1967 — Три дні Віктора Чернишова — тітка Таня
- 1968 — Віринея — повитуха
- 1968 — Люди, як річки — Мар'я Василівна
- 1968 — Маленька
- 1968 — Перша любов — княгиня Засєкіна
- 1969 — Зінько
- 1970 — У блакитною степу — мати
- 1970 — Попереду день — Марья
- 1970 — Любов Ярова — Марья
- 1971 — День за днем — Ганна Муравйова
- 1973 — Мачуха — Анфіса Василівна
- 1973 — Свій хлопець — прибиральниця
- 1975 — Міняю собаку на паровоз — бабуся Миші
- 1975 — Така коротка довге життя — Надія Степанівна
- 1976 — Безбатченківщина — Ганна Михеївна
- 1977 — Особисте щастя — Паша
- 1978 — Будинок біля Кільцевої дороги — Надія Казимирівна
- 1987 — Під знаком Червоного Хреста — Агафонова
- 1988 — Двоє і одна — баба Маша

## Визнання і нагороди
- Заслужена артистка РРФСР (1958).
- 1964 приз «Golden Gate» Міжнародного кінофестивалю в Сан-Франциско за кращу жіночу роль другого плану у фільмі «У твого порога»[3]